# 顧允成
顧允成（1554年—1607年），字季時，號涇凣（涇凡），南直隸無錫縣人，晚明政治人物。萬曆丙戌進士，官至禮部主事，致仕歸里，協助其兄顧憲成建立東林書院。

## 生平
与兄顧憲成同游方山先生薛應旂之门。萬曆七年（1579年）己卯科應天府乡试第九十五名举人，十一年（1583年）會試中式三十八名，萬曆十四年（1586年）補殿試，在對策中言語冒犯鄭貴妃，執政驚恐，置之末第，为三甲二百二十三名。
中第後，顧允成以進士在吏部衙門觀政辦事。會南畿督學御史房寰連疏參奏都御史海瑞，顧允成為此憤慨，偕同年彭遵古、諸壽賢抗疏。三人都被奪冠帶還家。
經年，南京御史陳邦科請錄用允成等，朝廷不許。巡按御史再請，詔許以教授用。萬曆十六年（1588年）任南康府學教授，十七年告病，本年丁憂，服闋，復除保定府教授。二十年入為國子監博士，次年遷禮部主事。因忤閣臣張位，謫光州判官，乞假歸里。與兄憲成在東林書院講學，不再復出，卒年五十四。有《小辨齋偶存》。

## 家族
曾祖顾纬，生员。祖父顾夔。父顾学，贈户部主事。母钱氏，封太安人。慈侍下。兄顾性成、顾自成、顾宪成（吏部主事）。

### 書目
- 黃宗羲撰，《主事顧涇凡先生允成》，《明儒學案》，2冊60卷，654-658

## 延伸阅读
[在维基数据编辑]
 《明史卷二百三十一》，出自《明史》